# Comté de Marshall (Virginie-Occidentale)
Pour les articles homonymes, voir Comté de Marshall.
Le comté de Marshall est un comté des États-Unis situé dans l’État de Virginie-Occidentale. En 2000, la population était de 35 519 habitants. Son siège est Moundsville. La frontière sud du comté fait partie de la ligne Mason-Dixon.

## Principales villes
- Benwood
- Cameron
- Glen Dale
- McMechen
- Moundsville
- Wheeling (principalement dans le comté d'Ohio)